# Li Deliang
Li Deliang (chiń. 李德亮 ur. 6 września 1967 w Shantou) – chiński skoczek do wody. Brązowy medalista olimpijski z Seulu.
Zawody w 1988 były jego jedynymi igrzyskami olimpijskimi. Po medal sięgnął w skokach z trampoliny trzymetrowej. Był również złotym medalistą uniwersjady w 1991 w tej konkurencji.